# Thomas Saumarez
Thomas Saumarez (1827-1903) fue un oficial de la Royal Navy que luchó en la segunda guerra Anglo-China.

## Biografía
Thomas Saumarez nació el 21 de marzo de 1827, hijo del almirante Richard Saumarez y de Anne Ellson.
Ingresó a la marina británica y el 10 de marzo de 1848 fue promovido a teniente. 
Con ese rango, el 21 de octubre de 1852 fue destinado al yate de 1034 t HMS Victoria and Albert, estacionado en Portsmouth bajo el mando de Lord Adolphus Fitzclarence.
El 22 de septiembre de 1854 fue promovido a comandante y el 5 de febrero de 1856 fue puesto al mando del HMS Lapwing (670 t, 4 cañones) y destinado al Mar de la China al agravarse la situación con la dinastía Qing.
Comandando el Lapwing y, a partir del 27 de julio de 1858 el HMS Cormorant (675 t, 4 cañones) con el grado de capitán, combatió en la segunda guerra del Opio.
En junio de 1861 asumió el mando de la fragata de 51 cañones HMS Forte, buque insignia del contralmirante Richard Laird Warren en la costa sudoriental de Sudamérica. Allí la detención de tres de sus oficiales fue uno de los principales detonantes de la llamada Cuestión Christie, grave conflicto que llevó a la ruptura de relaciones diplomáticas entre el Imperio de Brasil y Gran Bretaña.
El 12 de noviembre de 1862 Saumarez entregó el mando de la Forte al capitán Arthur Mellersh y regresó a su patria.
Fue nombrado compañero de la Orden del Baño. Algunas fuentes afirman que alcanzó el grado de almirante.
Casó en noviembre de 1854 con Agnes Jean Block, con quien tuvo dos hijos, Richard James Saumarez (12 de julio de 1864, 26 de febrero de 1943), quien alcanzó el grado de teniente coronel, y Agnes Margaret Saumarez (14 de enero de 1866, 7 de enero de 1937).
En 1868 casó en segundas nupcias con Eleanor Riley, hija de Benjamin Scott Riley, con quien tuvo una hija, Edith Eleanor Saumarez.